# Sinfonía n.º 35 (Mozart)

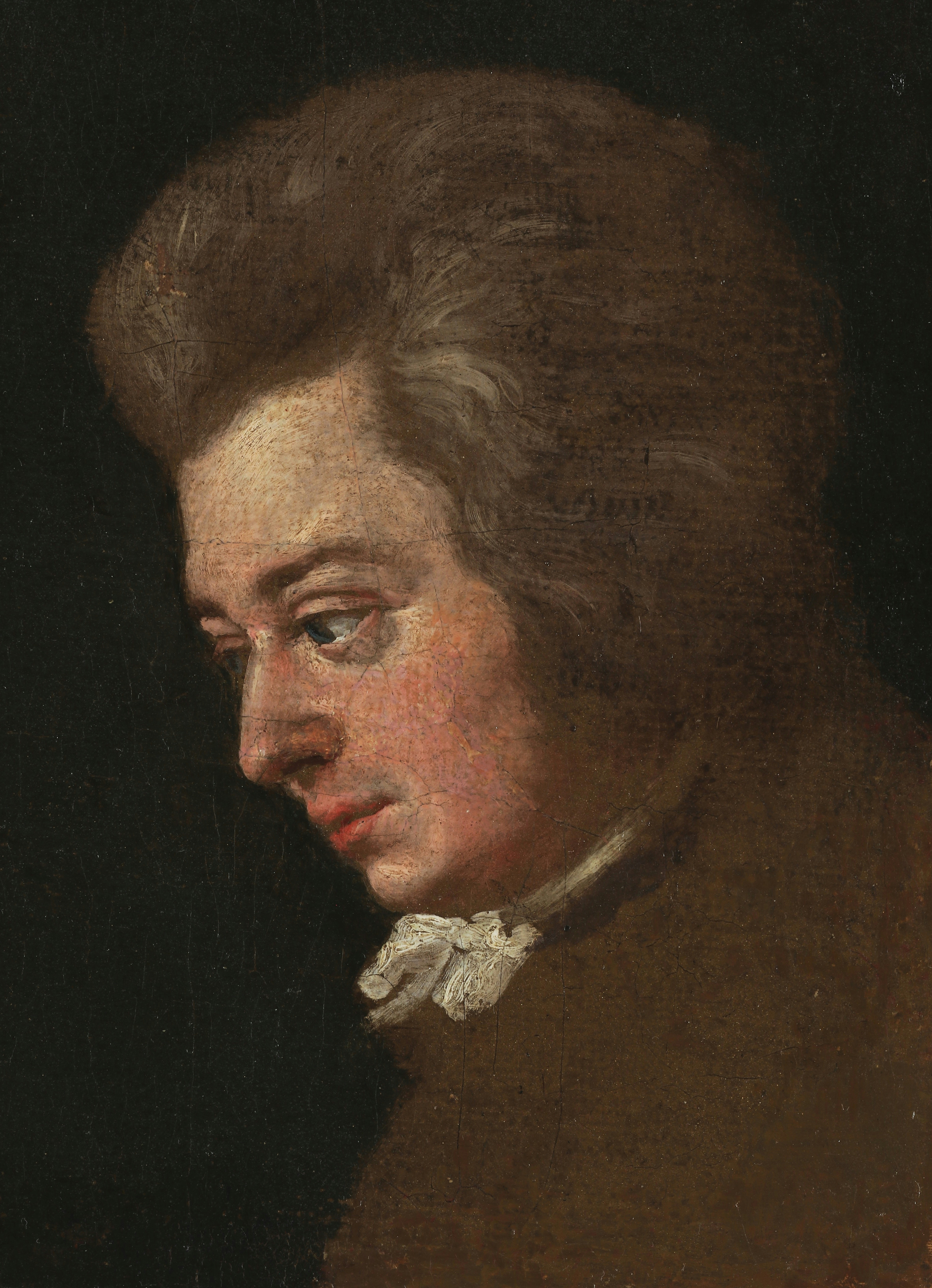
Mozart en 1782.

La Sinfonía n.º 35 en re mayor, K. 385, también conocida como Haffner, fue compuesta por Wolfgang Amadeus Mozart en 1782, cuando el compositor tenía veintiséis años.

## Historia

### Contexto

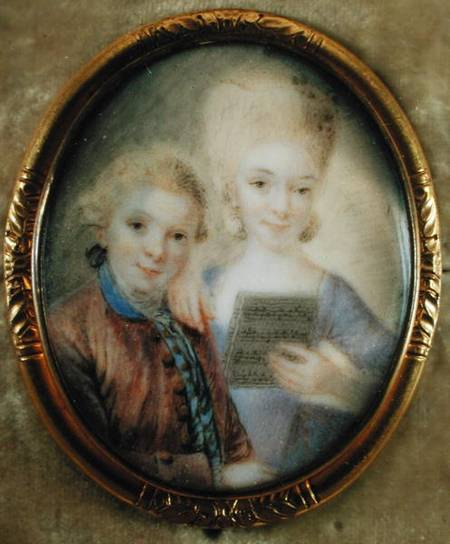
Wolfgang y Nannerl hacia 1763.

La carrera de Mozart como sinfonista había empezado en Londres durante el gran viaje de la familia Mozart por Europa entre junio de 1763 y noviembre de 1766. El padre Leopold Mozart planeó la gira para exhibir a sus prodigiosos hijos, Wolfgang y Nannerl en las principales cortes europeas. En ese tiempo Wolfgang compuso sus primeras obras del género, que tenían una deuda sustancial con las sinfonías de estilo galante italianizante en tres movimientos de Carl Friedrich Abel y Johann Christian Bach; también escuchó las sinfonías de compositores relevantes como Thomas Arne, William Boyce y Giuseppe Sammartini. Posteriormente Leopold y sus hijos pasaron en Viena varios meses de 1768 durante los cuales el joven maestro hizo un esfuerzo consciente por adaptar su estilo sinfónico a los gustos del público vienés, adoptando entre otras cosas la estructura en cuatro movimientos. Una afortunada consecuencia de los largos viajes del compositor en ciernes fue el contacto que le proporcionaron con una generosa muestra representativa de las tradiciones musicales europeas: alemana, británica, francesa e italiana.
El joven compositor y su padre realizaron tres viajes a Italia entre diciembre de 1769 y en mayo de 1773. En este periodo alternó sus visitas con estancias en Salzburgo durante las cuales creó la ópera Mitrídates, rey de Ponto, así como varias sinfonías con apreciable influencia del gusto italiano por la ópera bufa. En 1772 y 1773 el maestro austríaco vivió una etapa de entusiasmo por la escritura sinfónica, produciendo cada año siete nuevas sinfonías (n.º 15 - n.º 27). Después redujo su actividad en este campo y en los dos años siguientes sólo aparecieron tres nuevas piezas del género (n.º 28, 29 y 30). En 1778 realizó un largo y nefasto viaje a Mannheim y a París, durante el cual falleció su madre y su única producción relevante fue la Sinfonía n.º 31 "París". En enero de 1779 regresó a su ciudad natal donde creó otras tres sinfonías (n.º 32, 33 y 34) con las que cierra su etapa en Salzburgo. 

### Composición

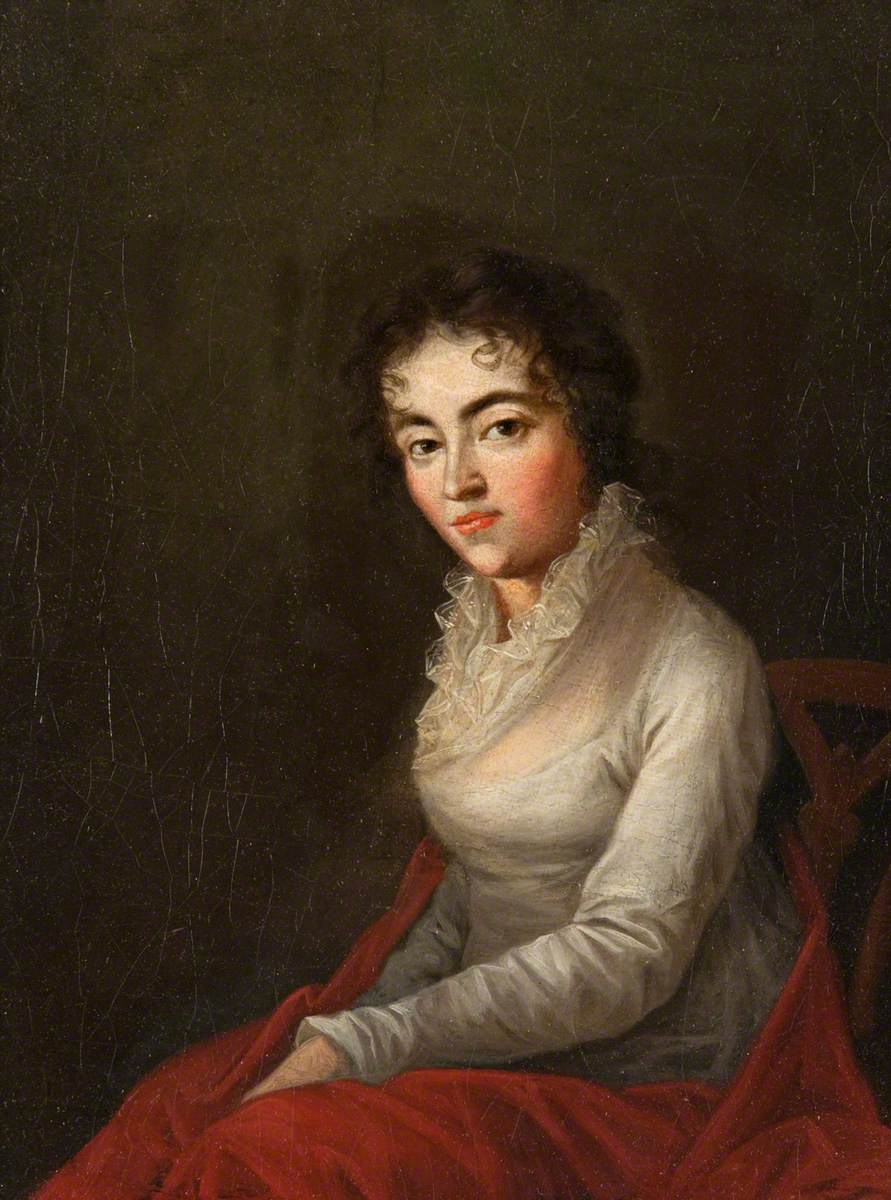
Constanze Mozart en 1782.

La composición de esta obra se desarrolló entre julio y agosto de 1782 en Viena. Desde 1780 no había escrito otra sinfonía y esta es la primera que concibe lejos de su ciudad natal, de su familia, del arzobispo y de los ciudadanos de Salzburgo entre los que se sintió "imposibilitado de probar con libertad". 
A mediados de 1782 Mozart llevaba más de un año residiendo en Viena y estaba empezando a prosperar gracias al éxito de su nuevo singspiel, El rapto en el serrallo. Pero Leopold Mozart se negó a bendecir su proposición de matrimonio a Constanze Weber y no dudó en perturbar la vida profesional de su hijo. En medio de los preparativos para el primer concierto íntegro de piezas de Mozart en la capital imperial de José II, su padre insistió en que Wolfgang compusiera una nueva obra para las celebraciones por la concesión del título nobiliario “Edler von Innbachhausen” a Sigmund Haffner der Jüngere (el Joven). Haffner era un amigo de infancia de Wolfgang, filántropo, masón e hijo del alcalde de Salzburgo, Sigmund Haffner el Viejo. En otras palabras, su padre le estaba presionando para hacer un trabajo sin remuneración y desvinculado de su nueva carrera e ingresos. La maravilla es que Wolfgang accedió a toda prisa, a pesar de estar desbordado. Entre el 20 de julio y el 5 de agosto escribió la nueva serenata-sinfonía en re mayor en seis movimientos. Esta pieza no debe confundirse con una anterior Serenata Haffner, K. 250. En esa misma quincena también elaboró un arreglo para banda de viento de la música de El rapto en el serrallo ("Si no hago esto, otro se me adelantará y se llevará mi beneficio"), compuso la noble Serenata en do menor para vientos K. 388/384a y se casó con Constanze sin el permiso de Leopold.
Seis meses más tarde Mozart necesitaba una nueva sinfonía para los siguientes conciertos en el Burgtheater y se acordó de que Leopold le había atosigado con una pieza, así que le pidió que se la devolviera en una carta fechada el 21 de diciembre de 1782. El padre, por supuesto, se tomó su tiempo mezquinamente, pero finalmente la envió. Al recibirla, Wolfgang escribió en su carta del 15 de febrero de 1783 lo siguiente: "La música me ha sorprendido mucho, pues había olvidado cada una de sus notas". Mozart llevó a cabo una revisión esta partitura para su siguiente concierto en Viena, eliminando las repeticiones del primer movimiento, y añadiendo un par de flautas y clarinetes en el primer y último movimientos, primordialmente para reforzar los tutti.  Eliminó uno de los dos minuetos de la serenata (que se perdió más tarde) así como una marcha final, añadió un par de flautas y clarinetes en los movimientos 1 y 4, y presentó la K. 385 como una nueva pieza.
La partitura autógrafa se conserva en la actualidad en The Morgan Library & Museum en Nueva York y se puede consultar online.

### Estreno y publicación
La fecha exacta de las celebraciones de Haffner es desconocida, pero basándose en la correspondencia del compositor, puede afirmarse que el estreno de la primera version de la sinfonía se celebró cerca de agosto de 1782. La primera interpretación de la versión revisada tuvo lugar el 23 de marzo de 1783 en el Burgtheater de Viena y fue dirigida por el propio compositor.
La primera edición fue llevada a cabo en 1785 por el editorial Artaria en Viena, que publicó las partes incompletas a falta de añadir las flautas y clarinetes incluidos en la revisión. La partitura completa fue editada en 1880 por Breitkopf & Härtel en Leipzig, que la publicó bajo la denominación Wolfgang Amadeus Mozarts Werke, Serie VIII, No. 35.

## Instrumentación
La partitura está escrita para una orquesta formada por:
- Viento madera: 2 flautas, 2 oboes, 2 clarinetes en la y 2 fagotes.
- Viento metal: 2 trompas en re y 2 trompetas en re.
- Percusión: timbales en re y la.
- Teclado: [clavecín].
- Cuerda: una sección de cuerdas con 2 violines (primero y segundo), 2 violas, violonchelo y contrabajo.

Las partes para flautas y clarinetes se añadieron en una revisión posterior y sólo aparecen en el primer y cuarto movimientos. Es probable que se emplease el clavecín, si estaba presente en la orquesta, para reforzar la línea del bajo.

## Estructura y análisis
La sinfonía consta de cuatro movimientos:
- I. Allegro con spirito, en re mayor 2
2
- II. Andante, en sol mayor 2
4
- III. Menuetto, en re mayor – Trio, en la mayor 3
4
- IV. Presto, en re mayor 2
2

La interpretación de esta obra dura aproximadamente entre 15 y 20 minutos. La versión original contenía seis movimientos que tras la revisión se quedaron en los cuatro habituales. En esta pieza se observa la evolución de la sinfonía clásica.

### I.Allegro con spirito
El primer movimiento, Allegro con spirito, está escrito en la tonalidad de re mayor, en compás alla breve y sigue la forma sonata. La pompa festiva impregna el movimiento de apertura. Se trata de una forma sonata monotemática y concisamente articulada, sin exposición-repetición. Todo está relacionado con el tema principal, con sus saltos de dos octavas, su ritmo dum-dum-da-dum-dum, sus serpenteantes trinos y sus trepidantes escalas. Mozart no coloca ningún signo de repetición al final de la exposición. Esto va en contra de la convención estándar de la forma sonata de la época, pero es algo que ya había hecho en las tres sinfonías que preceden a la Haffner (n.º 31, 33 y 34).

### II.Andante
El segundo movimiento, Andante, está en sol mayor y en compás de 2/4. El movimiento lento es el más largo si se ejecutan todas las repeticiones Se caracteriza por un sinuoso canto y un trío con texturas translúcidas y ornamentación operística para los violines. El trío silencia flautas, clarinetes y trompetas, si bien arranca con acordes de viento de una maravillosa sonoridad. Las cuerdas graves conducen la melodía hasta que los violines toman el relevo con más trinos, cantos de pájaros y adornos de estilo galante, tras lo cual se repite el canto. Ofrece un agradable alivio con sus melodías lentas y elegantes, presentadas por el viento madera. Se estructura en una forma sonata abreviada. En lugar de un desarrollo, las maderas presentan un breve pasaje coral. Las estructuras rítmicas del primer tema y del segundo presentan un sutil pero excelente contraste entre sí. Aunque ambos temas son bastante similares en carácter, el primer tema tiene un acompañamiento lento basado en semicorcheas, mientras que el segundo tema tiene un acompañamiento más movido de fusas. El breve pasaje coral que sustituye al desarrollo destaca por un acompañamiento sincopado de los violines y las violas.

### III.Menuetto–Trio
El tercer movimiento, Menuetto – Trio, está en re mayor que en el trío pasa a la mayor y el compás es 3/4. El minueto no llega a los cuatro minutos de duración ni siquiera teniendo en cuenta las repeticiones. Es brillante, ligero, enfáticamente rítmico y más rústico que cortesano en las secciones de canto. Proporciona un brillante cambio de atmósfera respecto al lento y serio Andante anterior y la dinámica predominante es forte. Hay un constante forcejeo entre los dos acordes principales de tónica y dominante. Sólo en tres ocasiones aparecen acordes distintos de la tónica o la dominante. Por su parte, el trío sigue sin pausa al minueto, y crea un efecto más fluido al ser interpretado en legato y piano, salvo dos instantes que contienen un pequeño crescendo.

### IV.Presto
El cuarto y último movimiento, Presto, retoma la tonalidad inicial y el compás alla breve. El Finale adopta de nuevo la forma sonata, incluso más concisa que en el movimiento inicial. Aunque Mozart quería que se tocara "lo más rápido posible", su intención era una ejecución más lenta que la capacidad de la mayoría de los instrumentos musicales del siglo XX. Según Steinberg, este Presto no sólo ofrece una atmósfera similar a la de la obertura de Las bodas de Fígaro, sino que también recuerda al aria cómica de Osmin "O wie will ich triumphieren" de El rapto en el serrallo.

## Recepción de la obra
Sobre el estreno de la versión revisada en 1783 existen dos fuentes verificables. La primera es el propio Mozart que le describió el evento a su padre a través de una carta:

«El teatro no podía haber estado más repleto [...] todos los palcos estaban llenos. Pero lo que más me complació de todo fue que Su Majestad el Emperador estuvo presente y, ¡cielos! - ¡Qué encantado estaba y cómo me aplaudió! Es su costumbre enviar dinero a la caja antes de asistir al teatro, de otro modo tendría yo justificación de contar con una mayor suma, pero realmente su complacencia estuvo más allá de lo que esperaba. Envió 25 ducados.»

La descripción de Mozart es confirmada por otra fuente, en este caso un documento periodístico, artículo publicado en Magazin der Musik de Hamburgo:

«Viena, 22 de marzo de 1783 [...] Esta noche, el famoso caballero Mozart llevó a cabo un concierto en el Teatro Nacional, donde se interpretaron piezas de su autoría, altamente admiradas. El concierto contó con una gran presencia de gente, y los dos nuevos conciertos y otras fantasías que el Sr. Mozart tocó al pianoforte, fueron respondidas con el mayor aplauso. Nuestro monarca, quien contra su costumbre, atendió todo el concierto, al igual que la audiencia entera, otorgó un aplauso tan unánime como nunca ha sido escuchado aquí. Los ingresos del concierto se estiman en 1600 gulden totales.»